# دايلايت (فلم 1996)
دايلايت (بالإنجليزية: Daylight)، هو فيلم كوارث وإثارة أمريكي تم إنتاجه في سنة 1996 من إخراج روب كوهين وتأليف ليزلي بوهيم وبطولة سيلفستر ستالون وإيمي برينمان وفيجو مورتينسين ودان هداية.

## القصة
تصطدم سيارة مسرعة بشاحنة محملة بالنفايات السامة داخل نفق في نيويورك فتنفجر هذه النفايات وتحول النفق إلى جحيم وتتهدم مداخل النفق بسبب الانفجارات ويحتجز عدد من الناس داخل النفق، وبعدها يقوم مدير خدمات الطوارئ السابق كيت لاتورا بدخول النفق من خلال نظام ممرات التهوية في محاولة لإنقاذ هؤلاء المحتجزين.

## طاقم التمثيل
- سيلفستر ستالون - كيت لاتورا
- إيمي برينمان - مادلين تومسون
- فيجو مورتينسين - روي نورد
- دان هداية - فرانك كرافت
- مارك رولستون - دينيس ويلسون
- ستان شو - جورج تيريل
- جاي ساندرز - ستيفن كرايتون
- كارين يانج - سارة كرايتون
- نيستور سيرانو - ويلير
- دانيل هاريس - أشلي كرايتون
- كولين فوكس - روجر تريلينج
- كلير بلوم - إلينور تريلينج
- فانيسا بيل كالواي - جريس كالواي
- ساج ستالون - فينسينت
- مارك دي أليساندرو - شرطي
- رانولي سانتياجو - مايكي
- ترينا ماكجي - لاتونيا
- مارسيلو ثيدفود - كاديم
- باري نيومان - نورمان باسيت
- مارك رولستن - دينيس ويلسون
- جو أندرسون - بلوم
- روزماري فورسايث - مسز لندن
- لورنزو وايلد - ستيفن نيليويكي
- سكينة جافري - راكبة تاكسي

## الميزانية والإيرادات
بلغت تكلفة إنتاج الفيلم حوالي 80 مليون دولار بينما حقق أرباحا تقدر بـ 159,212,469 دولار.

## وصلات خارجية
- مقالات تستعمل روابط فنية بلا صلة مع ويكي بيانات